# Wattignies-la-Victoire
Wattignies-la-Victoire é uma comuna francesa na região administrativa de Altos da França, no departamento do Norte. Estende-se por uma área de 6.31 km². Em 2010 a comuna tinha 247 habitantes (densidade: 39,1 hab./km²).